# Organizațiile criminale evreiești din Statele Unite ale Americii
Organizațiile criminale evreiești din Statele Unite ale Americii își au originea în cadrul comunităților de evrei americani care apar la sfârșitul secolului al XX-lea și începutul secolului al XX-lea. Atât în mass-media, cât și în cultura populară acestea apar sub mai multe denumiri: mafia evreiască, mafia kașrut, kosher mob, kașrut nostra sau Undzer Shtik (idiș אונדזער שטיק ). Ultimii doi termeni se referă la Cosa Nostra; cel dintâi - kașrut nostra - reprezintă un joc de cuvinte⁠(d), iar cel din urmă este o traducere ad litteram a numelui Cosa Nostra (în italiană lucrul nostru) în limba idiș predominant vorbită în diaspora evreiască din Statele Unite⁠(d).
La sfârșitul secolului al XIX-lea, în New York, Monk Eastman⁠(d) - care cel mai probabil nu era evreu - conducea o puternică bandă evreiască⁠(d) care intrase în conflict cu cele italiene și irlandeze⁠(d), în special cu gașca Five Points⁠(d) controlată de Paul Kelly⁠(d), care încercau să obțină controlul lumii interlope din New York City. O altă bandă notorie era Lenox Avenue⁠(d), alcătuită cu precădere din membri evrei și italieni, era sub conducerea lui Harry Horowitz⁠(d). Aceasta a fost una dintre cele mai violente găști de la începutul secolului XX și a devenit cunoscută după uciderea cartoforului Herman Rosenthal.⁠(d).
La începutul anilor 1920, motivați de oportunitățile economice ale roaring twenties⁠(d) și de prohibiție, personalități ale mafiei evreiești precum Arnold Rothstein au preluat controlul unei game largi de afaceri ilegale precum contrabandă cu băuturi alcoolice⁠(d), cămătărie⁠(d), jocuri de noroc și pariuri. Conform reporterului Leo Katcher⁠(d), Rothstein „a transformat crima organizată dintr-o activitate violentă specifică huliganilor într-o afacere controlată asemenea unei corporații de el însuși ”. Se speculează că acesta a fost responsabil pentru blatul din cadrul campionatului de baseball din 1919⁠(d). În același timp, contrabandiștii evrei din gașca Sugar House⁠(d) dominau lumea interlopă din Detroit în perioada prohibiției, iar banda The Bugs and Meyer Mob⁠(d) activa în cartierul Lower East Side⁠(d) din New York City, însă odată cu înființarea Murder, Inc., membrii celei din urmă se alătură organizației și devin asociați ai mafiei americane.
Organizația formată din evrei americani și italoamericani cunoscută sub denumirea de Murder, Inc., respectiv gangsterii evrei Meyer Lansky, Mickey Cohen, Harold „Hooky” Rothman, Dutch Schultz și Bugsy Siegel au dezvoltat legături apropiate cu mafia italoamericană și au câștigat influență în lumea interlopă datorită acestor relații. Aceștia au înființat o organizație formată din italieni și evrei descrisă de presă drept Sindicatul național al crimei. Legăturile dintre cele două grupuri au devenit din ce în ce mai apropiate pe parcursul anilor 1920 și 1930 deoarece desfășurau aceleași activități în aceleași cartiere. Colaborarea dintre cele două organizații criminale a ajuns la apogeu odată cu eliminarea de către facțiunea lui Lucky Luciano cu ajutorul lui Meyer Lansky a mai multor gangsteri din vechea generație siciliană intitulată Mustache Pete (i.e. gangsteri care acceptau să opereze afaceri doar cu alți italieni). Familia Cohen din Los Angeles și Las Vegas făcea parte atât din mafia evreiască, cât și din cea italoamericană, iar diferențele dintre cele două organizații etnice au devenit neclare pe parcursul secolului XX. De-a lungul următoarelor decenii, gangsterii evrei au continuat să lucreze cu italienii și uneori să intre în conflict cu aceștia.

## Origine și trăsături
Gangsterii evrei au fost implicați în diverse activități criminale: crimă, racketeering, contrabandă cu alcool⁠(d), prostituție  și trafic de droguri. Concomitent, aceștia au avut un rol semnificativ în dezvoltarea mișcării muncitorești⁠(d) din New York, în special a sindicatelor din  industria confecțiilor⁠(d) și industria transportului⁠(d), precum și în dezvoltarea fermelor de păsări de casă. Criminalitatea organizată evreiască a alimentat antisemitismul și a provocat o mare îngrijorare în rândul comunității de evrei. Aceasta a fost prezentată ca argument împotriva imigrației de către antisemiți și susținătorii politicii anti-imigrație. Bandele evreiești controlau secțiuni din cartierele Lower East Side⁠(d) și Brownsville⁠(d) din New York City  și erau prezente în alte orașe americane importante. Șeful mafiei evreiești, Kid Cann⁠(d), a dominat Minneapolis timp de patru decenii și rămâne cel mai cunoscut gangster din istoria Minnesotei.
Crima organizată evreiască ia naștere odată cu valul de imigranți evrei sosiți în Statele Unite, iar această tendință s-a observat și în cazul altor valuri de imigranți, indiferent că erau englezi, germani, irlandezi, evrei, italieni, asiatici sau latini. Din această cauză, în cadrul instituțiilor care aplică legea s-a răspândit ideea că criminalitatea organizată este o activitate străină și este corelată cu prezența anumitor etnii. Implicarea în crima organizată a unor imigrați sosiți de curând în țară a dat naștere stereotipului imigrantului viclean care corupe moralitatea nativilor americani. Crima organizată a reprezentat un ansamblu complex de relații între criminalii evrei și italieni care au emigrat în Statele Unite și grupuri precum rețelele mafiei irlandeze⁠(d) care au fost înființate înainte de 1920 și care controlau uneori noile bande.
Deși nu a avut aceeași influență culturală ca mafia italoamericană, începând cu sfârșitul anilor 1960, gangsterii evrei au început să apară în literatura evreilor americani⁠(d). Pentru unii scriitori, gangsterii și pugiliștii evrei din perioada postbelică era considerați modele pentru personajele puternice și agresive din lucrările lor, fiind cei care eliberau comunitatea de sub stigmatele vulnerabilității și neputinței în timp ce agresivitatea fizică și anarhia erau mai degrabă asociate cu imigranții irlandezi și italieni. Conform lui  Rich Cohen⁠(d), autorul cărții Tough Jews: Fathers, Sons and Gangster Dreams, „dacă gangsterii evrei ar fi prosperat și astăzi, dacă nu s-ar fi conformat legii, dacă evreii generației mele nu i-ar fi considerat drept zvonuri, făpturi clasificate alături de Big Foot și monstrul din Loch Ness, cred că comunitatea evreiască ar fi fost într-o poziție mai avantajoasă”. Cu toate acestea, descrierea gangsterilor evrei de către Cohen ignoră activitățile criminale și imoralitatea acestora. Personajele erau totuși mafioți care au șantajat, exploatat și ucis alți membri ai comunității de evrei americani pentru profit. Au forțat evreice să se prostitueze și erau considerați un flagel în cadrul propriei comunități. Presa și literatura idiș din anii 1920 și 1930 au condamnat cu fermitate faptele gangsterilor evrei.

## Istoric

### Începutul secolului XX
Ca urmare a unui val uriaș de imigranți evrei din Europa de Est la sfârșitul secolului al XIX-lea și începutul secolului al XX-lea au apărut gangsteri evrei precum Max "Kid Twist" Zwerbach⁠(d), "Big" Jack Zelig⁠(d) și Vach „Cyclone Louie” Lewis⁠(d) care au concurat cu bandele italiene și irlandeze.
La fel ca și cu omologii lor italieni⁠(d), bande de șantajiști au început să funcționeze în cartierele cu familii evreiești din East East Side⁠(d), New York, cea mai cunoscută fiind așa-numita Mâna Neagră Idiș⁠(d) condusă de Jacob Levinsky, Charles „Charlie Cripple” Litoffsky și Joseph Toplinsky⁠(d) la începutul secolului XX. În New York exista deja o lume interlopă evreiască, mafioții conversând într-un limbaj cu termeni idiș. Un proxenet era cunoscut sub numele de „simcha⁠(d)”, un detectiv era un „shamus” și un leneș un „trombenik”. Criminalitatea organizată ia naștere în rândul copiilor din mahalale care furau din magazinele mobile în copilărie, care în adolescență au început să șantajeze proprietarii de magazine, iar la maturitate au început să practice schlamming (i.e. agresau greviștii cu o țeavă de fier înfășurată într-un ziar) și într-un final să devină membri ai unor organizații criminale implicate în numeroase activități ilegale.

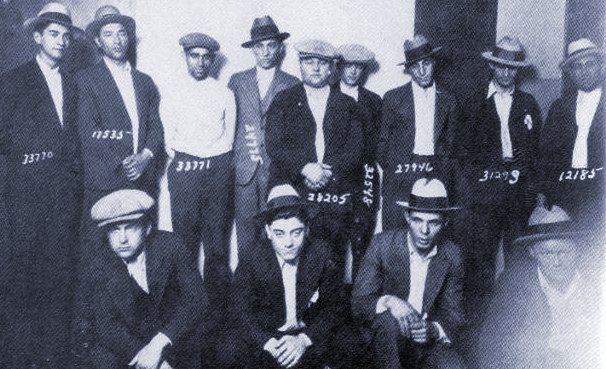
- una dintre bandele evreiești care au dominat lumea interlopă în perioada prohibiției.

Veniturile rapide, puterea și stilul de viață au devenit atractive pentru a doua generație de imigranți evrei și italieni. A existat un „val de infracțiuni” comise de evrei la începutul secolului XX în New York când un număr mare de tineri evrei au început să se implice în activități de racketeering alături de cei irlandezi, italieni și de alte etnii. Statisticile denotă că evreii din New York au comis mai puține infracțiuni decât  o mare parte din societate. Conform sociologului Stephen Steinberg, mai puțin de 1/6 din crimele grave⁠(d) erau comise de evrei în anii 1920, deși aceștia constituiau aproape o treime din populația orașului. 
Pe parcursul secolul al XX-lea, gangsteri evrei precum „Dopey” Benny Fein⁠(d) și Joe „The Greaser” Rosenzweig⁠(d) au desfășurat operațiuni de corupere a muncitorilor. Acest „domeniu” a devenit o sursă de probleme în momentul în care numeroși mafioți au început să coordoneze afaceri, inclusiv foștii membri ai bandei Five Points Gang Nathan "Kid Dropper" Kaplan⁠(d) și Johnny Spanish⁠(d); conflictul s-a încheiat când Jacob „Gurrah” Shapiro a preluat controlul tuturor operațiunilor de racketeering în 1927. Alte persoane care controlau sindicatele erau Moses Annenberg⁠(d) și Arnold Rothstein, acesta din urmă fiind responsabil pentru blatul din cadrul campionatului de baseball din 1919.

### Prohibiția
Conform jurnalistului Leo Katcher, Rothstein „a transformat crima organizată dintr-o activitate violentă specifică huliganilor într-o afacere controlată de acesta asemenea unei corporații”. Potrivit lui Rich Cohen⁠(d), Rothstein era persoana la care apelai în perioada prohibiției (1920-1933) dacă voiai să pui bazele unei afaceri, fie ea legală sau ilegală. Rothstein „a înțeles că esența capitalismului de început de secol XX (ipocrizie, ostracizare, lăcomie) și a ajuns să le domine”. Conform lui Cohen, acesta a fost un „Moise al gangsterilor evrei”, fiul unui om băgat care le-a arătat huliganilor tineri și needucați din Bowery⁠(d) cum să aibă un stil. Lucky Luciano, viitoare figură influentă în mafia americană și cel  care va organiza cele cinci familii din New York, a susținut la un moment dat că Arnold Rothstein „m-a învățat cum să mă îmbrac”. Îmbrăcămintea stereotipică a gangsterului american prezentă în filme își are parțial originea în stilul lui Rothstein.

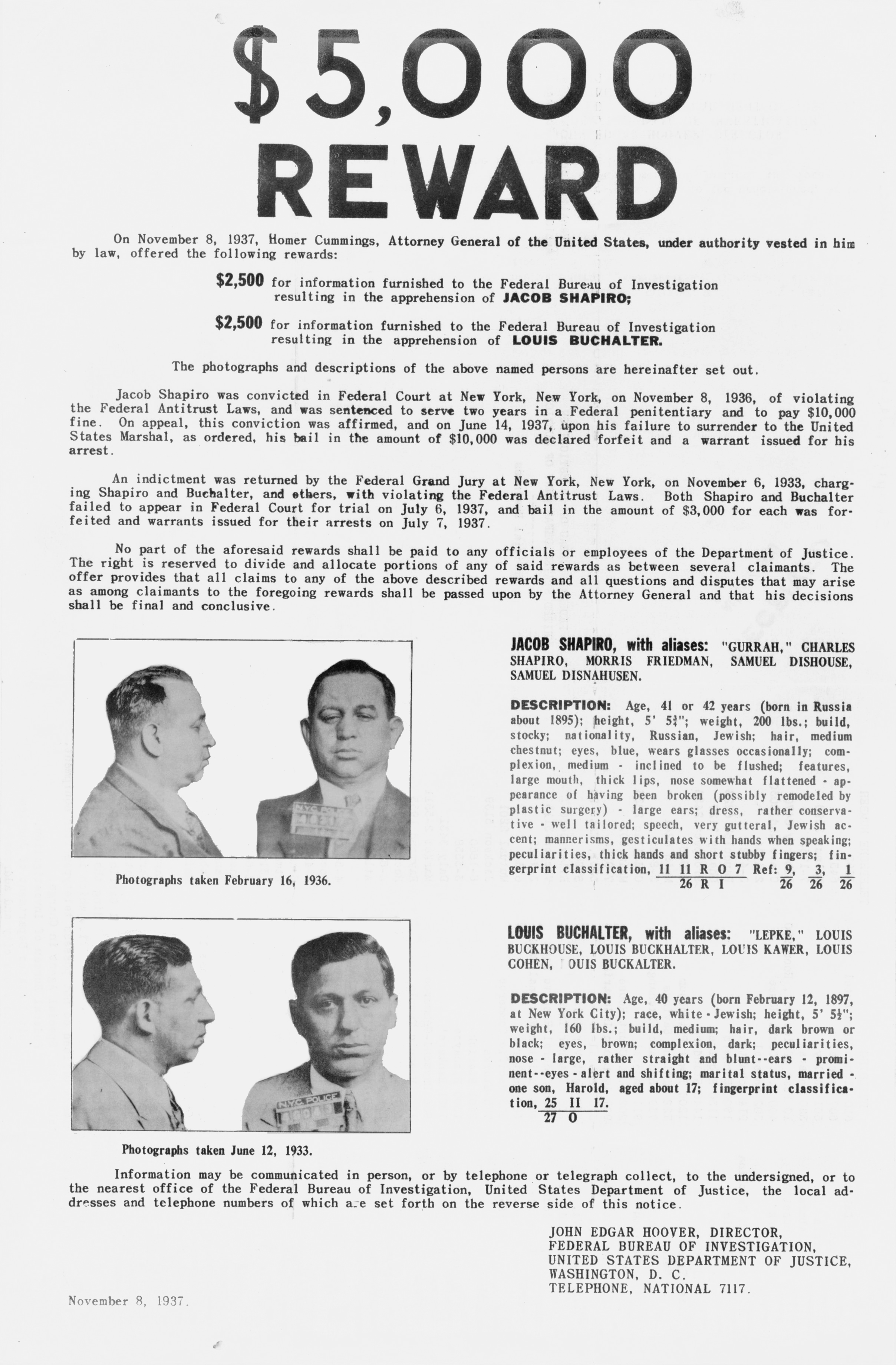
Un afiș al FBI prin care se anunță o recompensă de 5.000$ oricui oferă informații despre locul în care se ascund Lepke Buchalter și Jacob Shapiro.

În perioada prohibiției, gangsterii evrei controlau majoritatea operațiunilor din lumea interlopă americană și au jucat un rol important atât în distribuirea ilegală a băuturilor alcoolice, cât și în răspândirea criminalității organizate în Statele Unite. Bandele evreiești din acea perioadă operau cu precădere în marile orașe americane: Cleveland, Detroit, Minneapolis, Newark, New York și Philadelphia. Găștile de contrabandiști precum Bug și Meyer Mob - conduse de Meyer Lansky și Bugsy Siegel - și Purple Gang - dominată de Abe Bernstein⁠(d) - vor fi martore ale maturizării criminalității organizate dominate de evrei. Alți gangsteri precum Dutch Schultz din New York, Moe Dalitz⁠(d) din Michigan, Kid Cann⁠(d) din Minneapolis, Charles Solomon⁠(d) din Boston și Abner Zwillman⁠(d) s-au îmbogățit în această perioadă.
Concomitent, Luciano asasinează șefii mafiei siciliene din veche generație, precum Joe Masseria și Salvatore Maranzano, în timpul războiul Castellammarese din 1931 și preia controlul mafiei italiene din New York. Luciano nu era antisemit și i-a apreciat pe vechii săi asociați Meyer Lansky și Benjamin 'Bugsy' Siegel. Unii gangsteri evrei, cum ar fi Red Levine și Bo Weinberg⁠(d), au comis asasinate pentru mafia italiană. După eliminarea lui Masseria și Maranzanp, o conferință a fost organizată în hotelul Franconia din New York pe 11 noiembrie 1931 la care au participat mafioți evrei precum Jacob Shapiro, Louis "Lepke" Buchalter, Joseph "Doc" Stacher⁠(d), Hyman "Curly" Holtz⁠(d), Louis „Shadows” Kravitz⁠(d), Harry Tietlebaum⁠(d), Philip „Little Farvel” Kovolick⁠(d) și Harry „Big Greenie” Greenberg⁠(d). În timpul întâlnirii, Luciano și Lansky i-au convins pe gangsterii evrei să coopereze cu organizația lor în cadrul unei noi asociații descrise de presă drept Sindicatul național al crimei. Se presupune că la încheierea ședinței, „Bugsy” Siegel ar fi declarat că între cele două grupuri nu vor mai exista conflicte.
Numărul gangsterilor evrei care nu erau de acord cu această cooperare a scăzut treptat, cel mai cunoscut dintre ei fiind contrabandistul din Philadelphia Waxey Gordon⁠(d) care a fost condamnat la închisoare pentru evaziune fiscală datorită mărturiei lui Lansky. După încarcerarea lui Gordon, operațiunile sale au fost preluate de Nig Rosen⁠(d) și Max "Boo Hoo" Hoff.
Pe parcursul prohibiției, Moe Dalitz a înființat sindicatul din Cleveland împreună cu Louis Rothkopf⁠(d), Maurice Klein, Sam Tucker, Charles Polizzi și gangsterul irlandez Blackjack McGinty⁠(d). Charles Polizzi - născut Leo Berkowitz - era fiul unor evrei care au murit când acesta era copil. Acesta a fost adoptat de familia Polizzi, iar fratele său adoptiv, Alfred Polizzi⁠(d), era liderul Mayfield Road Mob⁠(d). Sindicatul era implicat în contrabandă cu băuturi alcoolice pe lacul Erie, acolo fiind fondată „mica flotă evreiască”. De asemenea, acesta opera cazinouri în Youngstown, nordul statului Kentucky și Florida, inclusiv Flamingo⁠(d)și Tropicana⁠(d). Membrii săi au participat la conferința din Atlantic City⁠(d). Domnia sindicatului a luat sfârșit în nordul statului Kentucky odată o încercare eșuată de discreditare a candidatului la funcția de șerif George Ratterman⁠(d) și o investigație federală desfășurată în timpul administrației Kennedy.
Membrii sindicatului au investit în cazinoul Desert Inn⁠(d) din Las Vegas și l-au deținut până când a fost achiziționat de Howard Hughes. Aceștia au investit și în traseele de curse de cai: River Downs⁠(d), Fair Grounds Race Course⁠(d), Thistledown Racecourse⁠(d), Fairmount Park Racetrack⁠(d), Aurora Downs⁠(d) și Agua Caliente Racetrack⁠(d).
Sub controlul lui Lansky, gangsterii evrei s-au implicat în afacerile cu jocuri de noroc din Cuba, Miami și Las Vegas⁠(d). Buchalter este un alt influent lider evreu care va conduce grupul de asasini Murder, Inc., care executa ordinele lui Luciano și Meyer.

### După Al Doilea Război Mondial

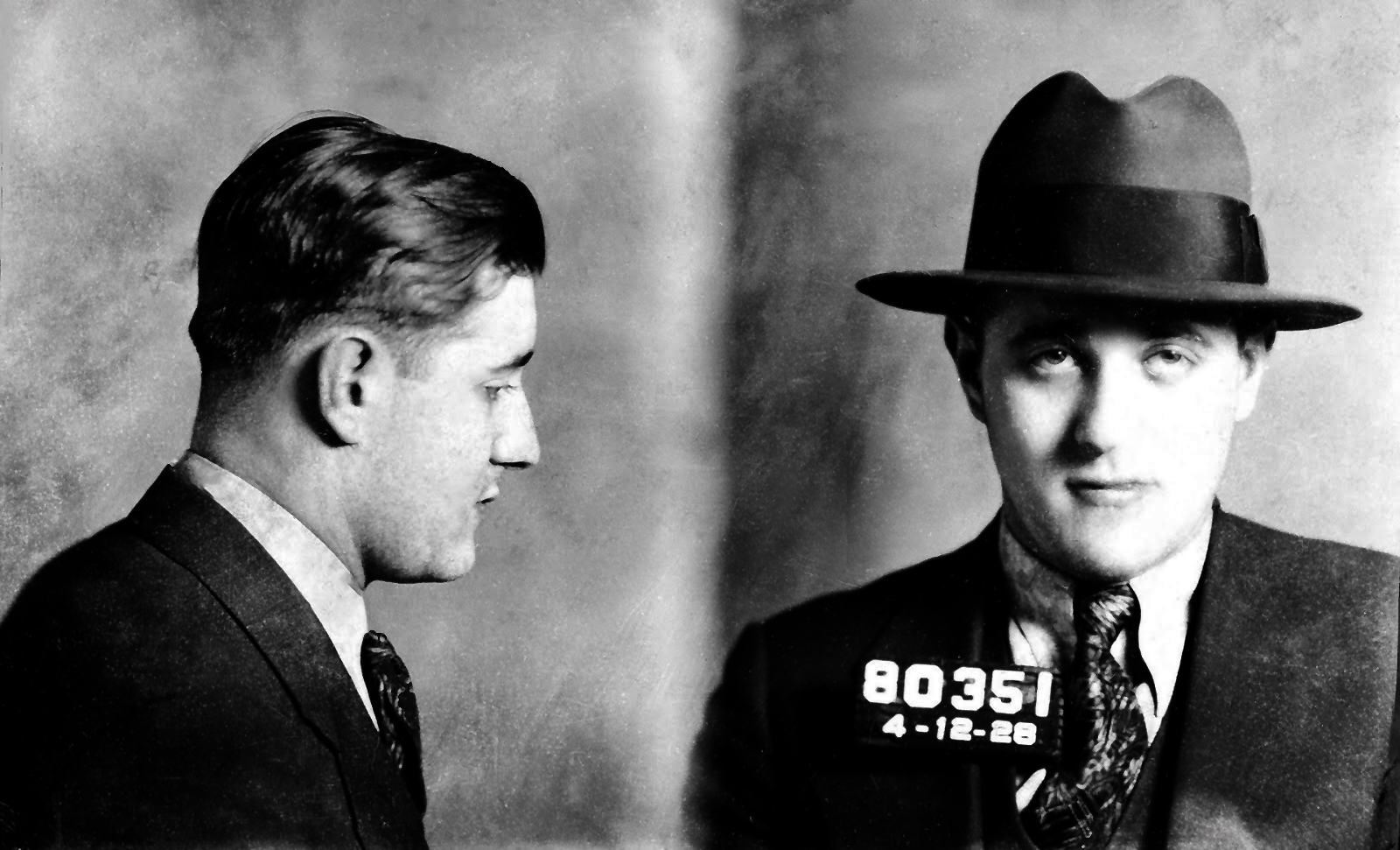
Fotografie cu gangsterul evreu Benjamin „Bugsy” Siegel realizată de poliție (12 aprilie 1928).

Timp de câteva decenii după cel de-al Doilea Război Mondial, criminalitatea organizată era dominată de evrei și italieni din a doua generație⁠(d). Prezența evreilor în crima organizată era binecunoscută chiar și spre finalul anilor 1960. De exemplu, gangsterul din Los Angeles Jack Dragna⁠(d) îi explica asasinului devenit informator Jimmy Frantianno:
Meyer are o familie evreiască construită după modelul nostru. Însă familia sa este răspândită în întreaga țară. Are tipi precum Lou Rhody și Dalitz, Doc Stacher, Gus Greenbaum, băieți cu doxă, afaceriști buni care știu să nu intervină în treburile noastre.
Gangsteri evrei - precum Meyer Lansky, Mickey Cohen din Los Angeles și Harold „Hooky” Rothman - au continuat să controleze organizații criminale în New York City, New Jersey, Chicago, Los Angeles, Miami și Las Vegas în timp ce prezența evreilor americani a rămas puternică în operațiunile italienilor. Shondor Birns⁠(d), boss al mafiei evreiești din Cleveland, a operat loterii ilegale, afaceri cu prostituție și jocuri de noroc până în 1975 când a fost ucis de gangsterul irlandez Danny Greene⁠(d).
Organizațiile criminale evreiești au luat naștere din cauza sărăciei și izolării, iar odată devenite vulnerabile, comunitățile au devenit raiul infractorilor; aceste efecte apar indiferent de etnia populației care formează comunitatea. Pe măsură ce condițiile de trai ale evreilor s-au îmbunătățit, tâlharii evrei fie au dispărut, fie au fost asimilați de mediului criminal american. Odată cu trecerea timpului, evreii americani au dat uitării trecutul criminal, iar spre deosebire de mafia italiană, gangsterii evrei - precum Lansky, Schultz și Siegel - nu au fondat familii.
La fel ca irlandezii americani⁠(d) și alte etnii - cu excepția organizațiilor criminale italoamericane - prezența evreilor în crima organizată a început să scadă după Al Doilea Război Mondial. Totuși, deși unii au păstrat legături apropiate cu mafia italiană și crima organizată din Israel,acele organizații criminale evreiești care rivalizau cu cele italiene și irlandeze la începutul secolului XX au dispărut în mare parte.

### Finalul secolului XX
În ultimii ani, crima organizată evreiască a reapărut sub forma unor grupuri criminale ortodoxe, israeliene și rusești⁠(d). Mulți dintre mafioții ruși activi în New York, în special în cartierul Brighton Beach⁠(d), sunt de fapt evrei sovietici (e.g. Marat Balagula⁠(d), Boris Nayfeld⁠(d) și Evsei Agron⁠(d)).
Din anii 1990 până în 2013, membrii unei bandei evreiești din New York⁠(d) răpeau și torturau bărbați evrei cu probleme conjugale cu scopul de a le garanta soțiilor lor divorțul religios⁠(d), iar în unele cazuri aceștia erau extorcați. Descrisă de procurori drept un „sindicat criminal” care era „asemănător cu Bloods, Crips sau Mafia”, organizația, care era plătită cu 100.000 de dolari pentru „serviciile” sale, a fost închisă după o operațiune⁠(d) a Biroului Federal de Investigații. În timp ce unii au încercat să facă o distincție între acțiunile unei „operațiuni bine organizate” descrise de procurori și cazurile standard de răpire care se încadrează la crimă, terorism sau răpire de minori⁠(d), judecătoarea Freda L. Wolfson⁠(d) a susținut că nu există o diferență între acestea. Epstein a fost condamnat în 2015 la 10 ani de închisoare, iar Wolmark a fost condamnat la peste 3 ani de închisoare și obligat să plătească o amendă de 50.000 de dolari. Într-o altă operațiune a oamenilor legii din 2016 au fost arestați Aharon Goldberg⁠(d) și Shimen Liebowitz, doi evrei hasidici care făceau parte conform ziarului The Forward⁠(d) din „lumea interlopă implicată în divorțurile ortodoxe”. Cei doi urmau să efectueze o asasinare a unui soți înstrăinat⁠(d).

## Relațiile cuStatul Israel
Au fost gangsteri evrei care au oferit Israelului sprijin financiar prin donații către organizații evreiești încă de la fondarea țării în 1948, profitând de legea reîntoarcerii israeliană ca să scape de urmăririle penale din USA. Unul dintre cele mai cunoscute cazuri este cel al lui Joseph Stacher⁠(d) care a construit orașul Las Vegas - cu ajutorul mafiei evreiești și a celei italiene. În 1970 Premierul Golda Meir a   oprit acest proces clandestin când i-a refuzat lui Meyer Lansky intrarea în țară.
În 2010, Wikileaks⁠(d) publica un document secret intitulat  „Israel: Țara Făgăduinței a Crimei Organizate?” în care ambasada Statelor Unite în Israel își exprimase îngrijorarea cu privire la activitățile subversive ale acestei crime organizate și a cerut luarea de măsuri care să împiedice ca membrii unor grupuri criminale să obțină, sub umbrelă israeliană, vize pentru Statele Unite. Diplomați americani și-au exprimat îngrijorarea cu privire la faptul că Inbal Gavrieli⁠(d), nepoata unuia dintre cei mai puternici șefi mafioți din Israel, a fost aleasă deputată în Knesset partea partidului Likud.

## Mafii de sorginte israeliană și rusă în Statele Unite
Odată cu numărul mare de emigranți evrei sovietici care s-au stabilit în Brighton Beach și în alte cartiere asemănătoare ca urmare a legii Jackson–Vanik au pâtruns și gangsteri evrei precum Marat Balagula, Boris Nayfeld, Monya Elson, Ludwig Fainberg, evrei laici care aveau mai multe în comun, din punct de vedere cultural, cu neevreii din fosta Uniune Sovietică decât cu predecesorii lor locali, precum Meyer Lansky, Kid Cann și Mickey Cohen..
Au fost și gangsteri israelieni care au activat în Statele Unite, precum familia Abergil, implicată în traficul de ecstasy în America.

## Membri și asociați notorii
- David Berman⁠(d), boss care activa în Iowa, New York, Minneapolis și Las Vegas, Nevada.
- Abe Bernstein⁠(d), lider al Purple Gang din Detroit
- William Morris Bioff⁠(d), proxenet asociat cu Chicago Outfit și lider al sindicatului din California de Sud
- Charles Birger⁠(d), boss din epoca Prohibiției cu sediul în Harrisburg, Illinois⁠(d).
- Shondor Birns, evreu maghiar⁠(d) și cămătar care avea legături apropiate cu familia din Cleveland și cele cinci familii din New York.
- Isadore Blumenfeld⁠(d) (evreu român, șantajist și asasin pentru „AZ Syndicate”, o familie evreiască din Minneapolis care opera în Florida de Sud, Las Vegas, Chicago și Louisiana)
- Lepke Buchalter, lider al grupului Murder, Inc.
- Meyer „Mickey” Cohen
- Moe Dalitz și Louis Rothkopf - lideri ai sindicatului din Cleveland
- Edward „Monk” Eastman, boss din New York
- George Freeman⁠(d) , boss din Sydney și asociat a lui Lansky
- Leon Gleckman⁠(d), imigrant evreu din Belarus și contrabandist cu sediul în zona metropolitană Minneapolis-Saint Paul.
- Jake Guzik⁠(d), imigrant evreu din Chicago, șef al rețelei de prostituție din The Levee, Chicago⁠(d).
- Phillip Kastel⁠(d), lider al unei operațiuni masive de jocuri de noroc în Louisiana, cu legături cu familia Genoveză și familia din New Orleans⁠(d).
- Mike Heitler⁠(d), evreu ucrainean care controla rețeaua de prostituție a Chicago Outfit.
- Meyer Lansky, imigrant evreu din Belarus și boss al mafiei evreiești, apropiat al familiei Genoveză.
- Abe Reles, cel mai de temut asasin al Murder, Inc.
- Arnold Rothstein, controla crima organizată din New York.
- Dutch Schultz, boss evreu care opera în Bronx și Harlem.
- Benjamin "Bugsy" Siegel, apropiat a lui Lansky, proprietar de cazinou și boss din Las Vegas.
- Abner Zwillman, implicat în crima organizată din New Jersey.